# Боулз, Пол
Пол Бо́улз (англ. Paul Bowles, 1910—1999) — американский писатель и композитор, признанный классик американской литературы XX века.

## Биография
Пол Фредерик Боулз родился 30 декабря 1910 года в Нью-Йорке в семье с довольно консервативными взглядами. Он был единственным ребёнком в семье. В начале 1928 года Боулз дебютировал в литературе рассказом «Водопад», опубликованным в школьной литературной газете, а в марте того же года на страницах уважаемого парижского журнала «transition» появилось его первое стихотворение. В восемнадцать лет Боулз покинул Америку, путешествовал по Европе, Северной Африке, Мексике и Центральной Америке. По возвращении домой он начал изучать музыку. В 1931 году он впервые едет в Танжер (север Марокко). Город и люди произвели неизгладимое впечатление на писателя. Боулз вновь возвращается в Америку и пишет музыкальные произведения для театров и камерных оркестров, а также публикует критические статьи о театральных постановках. В 1937 году он знакомится с Джейн Ауэр (Jane Auer), 20-летней начинающей писательницей. На следующий год они женятся, но живут как супруги только полтора года. Тем не менее они продолжают поддерживать дружеские отношения и работают вместе. В дальнейшем в нескольких романах Боулза о Марокко и Алжире возникают эпизоды, отражающие его отношения с Джейн.
В 1943 году Джейн публикует свой первый роман, который был воспринят критиками довольно неоднозначно. После Второй мировой войны Джейн работает над своим вторым романом, а Пол уезжает в Танжер (1947); в Танжере Пол Боулз проведёт почти всю оставшуюся жизнь. В 1948 году Джейн возвращается к мужу. В Танжере они общаются с известными писателями Труменом Капоте, Теннесси Уильямсом и Гором Видалом. Здесь Боулз создаёт своё самое знаменитое произведение — роман «Под покровом небес» (1949), который — с участием Боулза в финальной сцене фильма — был экранизирован итальянским кинорежиссёром Бернардо Бертолуччи в 1990 году. Книга «Под покровом небес» названа экспертами журнала «Тайм» в числе ста лучших романов XX века.
В 1957 году Джейн серьёзно заболела. Она страдает от алкогольной и лекарственной зависимости, иногда у неё случаются эпилептические припадки. Пол ухаживает за больной Джейн, но в 1973 году она умирает в Малаге. В это время Пол пишет ряд рассказов и романов: «Дом паука» (роман) (1955), «Полночная месса» и т. д. Он поддерживает марокканских писателей-модернистов, например, Мухаммеда Шукри и Мухаммеда Зефзафа. Позже он переводит на английский язык автобиографический роман Мухаммеда Шукри «Хлебом единым» (1973). Также он перевёл на английский язык произведения швейцарской писательницы русского происхождения Изабель Эберхардт и гватемальского прозаика Родриго Рея Росы.
Умер Пол Боулз 18 ноября 1999 года на 89-м году жизни в Танжере. Похоронен в штате Нью-Йорк (посёлок Лейкмонт, округ Йейтс).

## Экранизации
- 1981 —  Вы не я
- 1990 — Под покровом небес